# Xe điện bánh hơi

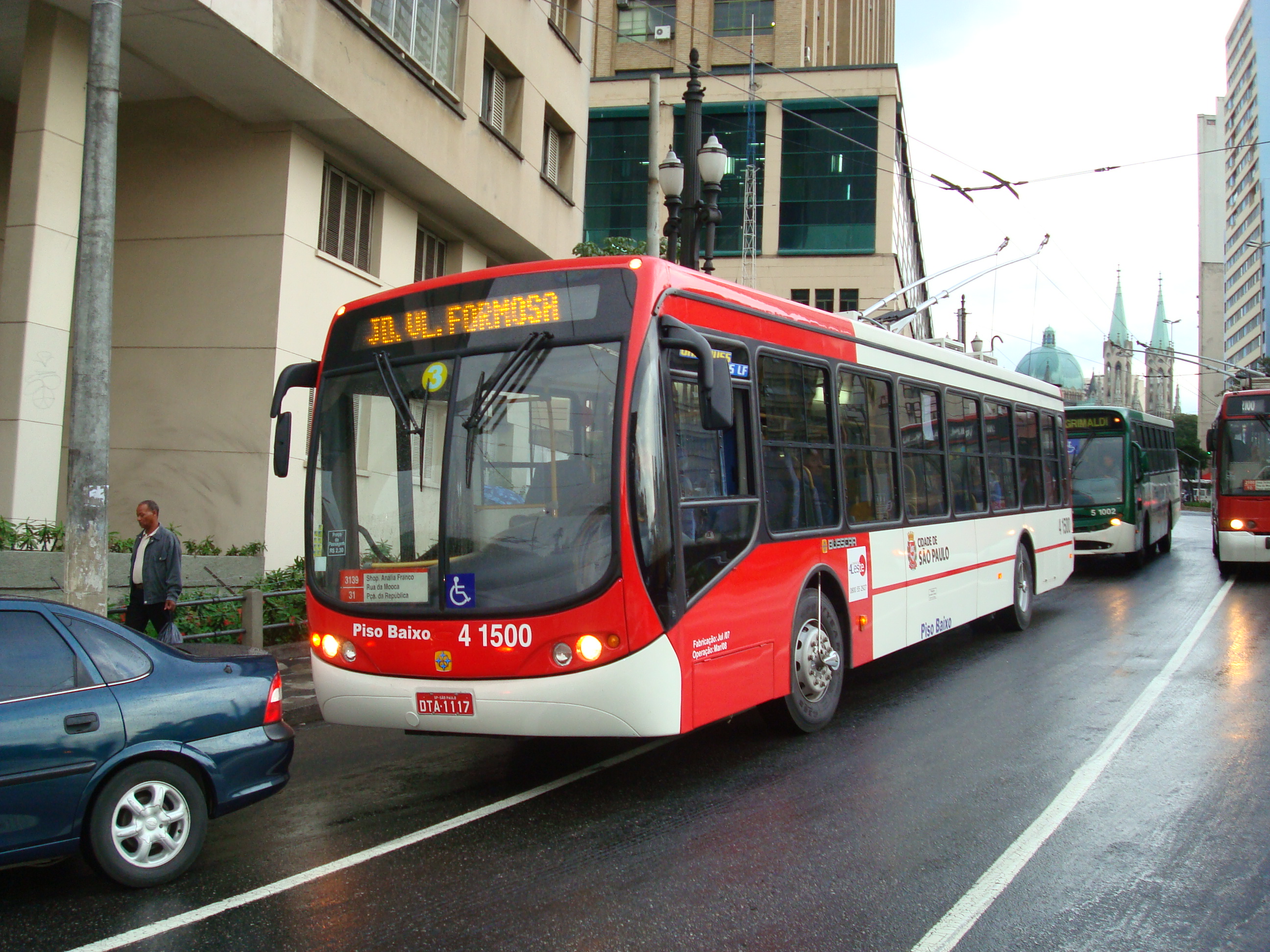
Xe điện bánh hơi ở Brazil

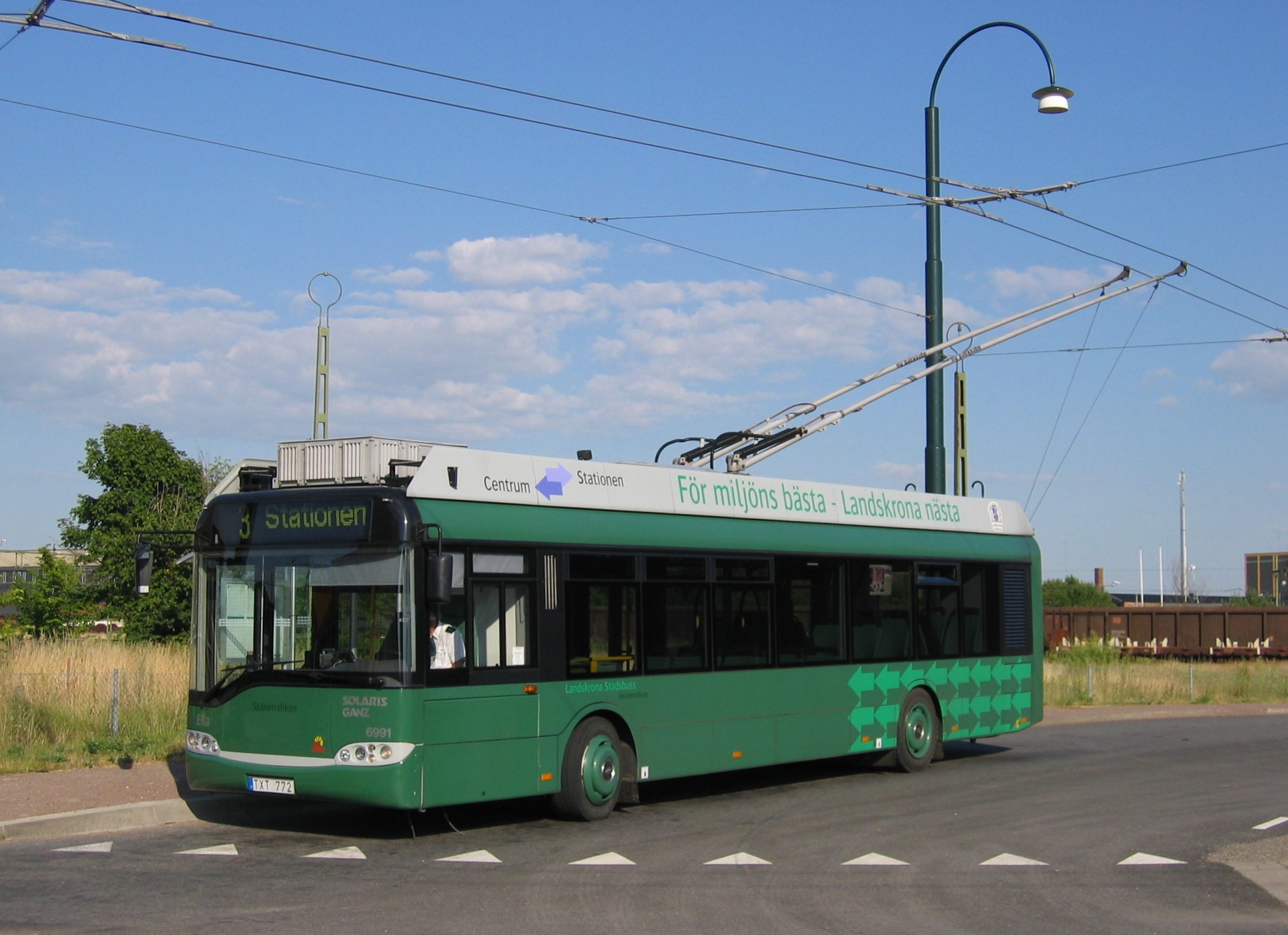
Xe điện bánh hơi ở Landskrona, Sweden

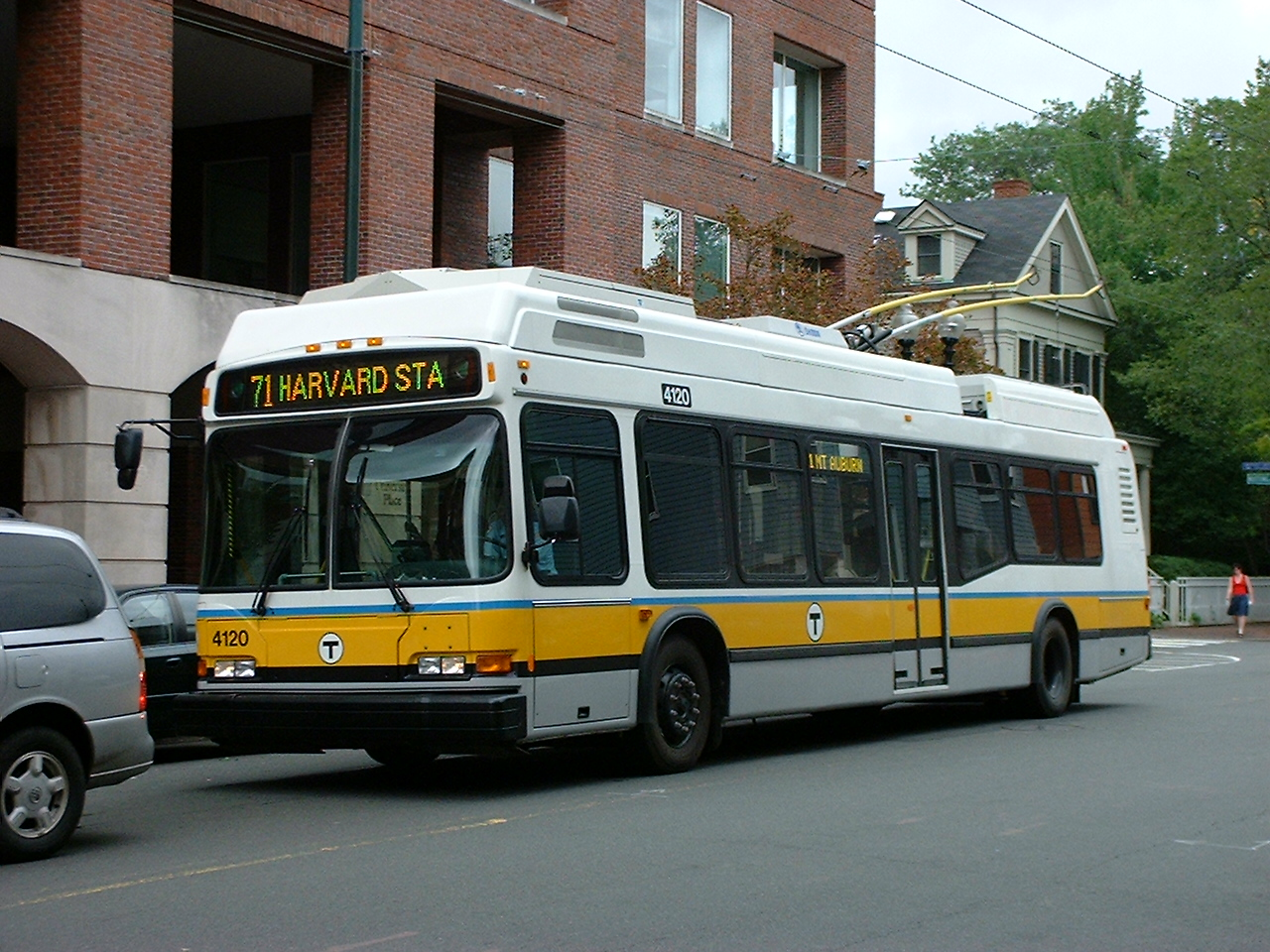
Xe điện bánh hơi chạy ở Cambridge, Massachusetts.

Xe điện bánh hơi (tên Tiếng Anh: trolleybus) là xe buýt chạy bằng cách lấy năng lượng từ dòng dây điện phía trên. 
Cần hai dây điện và các cực để nối kín mạch điện. Xe buýt điện bánh hơi khác với tàu điện hoặc xe điện, thường sử dụng đường ray như là lối đi trở lại, chỉ cần một dây và một cực (hay một chiếc lốp). Chúng cũng khác biệt với các loại xe buýt điện khác, thường dựa vào pin. Nguồn cung cấp phổ biến nhất là dòng điện một chiều 600 volt, nhưng đã có, và có trường hợp ngoại lệ.
Hiện nay, khoảng 300 hệ thống xe buýt bánh hơi đang hoạt động, trong các thành thị của 43 quốc gia.  Tổng cộng có 800 hệ thống từng tồn tại, nhưng không nhiều hơn 400 cùng lúc.

## Lịch sử

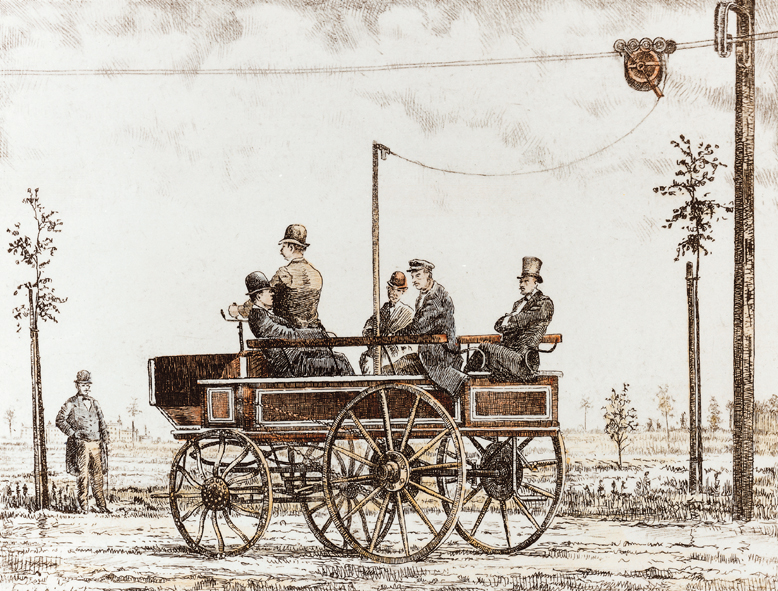
The "Elektromote", mẫu xe điện bánh hơi đầu tiên trên thế giới, tại Berlin, Đức, 1882

Xe điện bánh hơi bắt đầu từ ngày 29 tháng 4 năm 1882, khi Tiến sĩ Ernst Werner Siemens trình diễn "Elektromote" của mình tại ngoại ô Berlin. Cuộc thử nghiệm này vẫn tiếp tục cho đến ngày 13 tháng 6 năm 1882, sau đó có ít sự phát triển ở Châu Âu, mặc dù các thí nghiệm riêng biệt đã được thực hiện ở Mỹ. Năm 1899, một chiếc xe khác có thể chạy trên đường hoặc trên ray đã được chứng minh ở Berlin. Sự phát triển tiếp theo là khi Lombard Gerin vận hành một đường thử nghiệm tại Triển lãm Paris năm 1900 sau bốn năm thử nghiệm, với một tuyến đường vòng quanh hồ Daumesnil mang hành khách. Các tuyến đường tiếp theo ở Eberswalde và Fontainebleau. Max Schiemann vào ngày 10 tháng 7 năm 1901 đã khai trương hệ thống xe điện chở khách chở khách thứ tư trên thế giới hoạt động tại Bielatal (thung lũng Biela, gần Dresden), ở Đức. Schiemann đã xây dựng và vận hành hệ thống Bielatal, và được cho là đã phát triển hệ thống thu gom xe đẩy đang chạy dưới lòng đất, với hai dây song song dọc song song và những chiếc xe đẩy bằng thép không gỉ được kéo vào để giữ cho dây. Mặc dù hệ thống này chỉ hoạt động cho đến năm 1904, Schiemann đã phát triển hệ thống thu dòng điện của xe điện bánh hơi. Trong những ngày đầu có một vài phương pháp khác của bộ sưu tập hiện tại. Hệ thống Cédès-Stoll (Mercédès-Électrique-Stoll) đã được điều hành gần Dresden giữa năm 1902 và năm 1904.

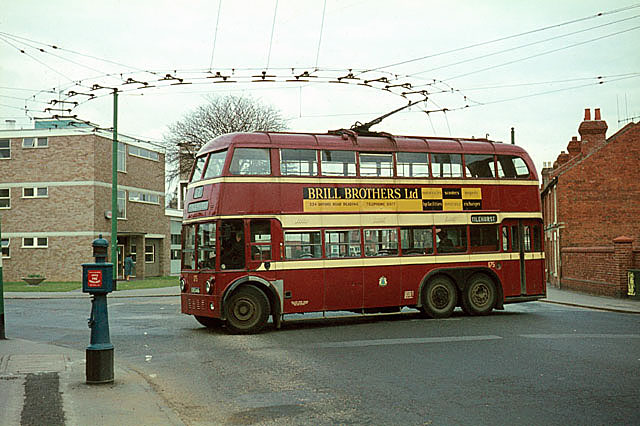
Một chiếc xe điện bánh hơi ở Reading, Anh, 1966

## Thiết kế
|  | 1. Đường dây song song. 2. Điểm đến, tuyến đường 3. Kính chiếu hậu 4. Đèn pha 5. Lối vào 6. Bánh xe quay được 7. Lối thoát hiểm 8. Bánh xe đẩy 9. Viền dùng để trang trí 10. Retractors 11. Dây cực 12. Giày liên hệ 13. Bộ thu Điện (power collector) 14. Móc lưu trữ cực 15. Cơ sở cực 16. Số xe |

## Liên kết
- (in German) TrolleyMotion - an international action group to promote modern trolleybus systems (+ database of systems in the world) Lưu trữ ngày 19 tháng 1 năm 2016 tại Wayback Machine
- British Trolleybuses
- Trolleybuses in Latin America
- North American trolleybus pictures
- All-time list of North American trolleybus systems, accessed ngày 30 tháng 1 năm 2004
- Bibliography of the electric trolleybus (Richard DeArmond)
- The Electric Trolleybus Web Site
- Trolleybuses in Europe
- (bằng tiếng Nga) Trolleybus cities of Russia